# 布兰科·泽贝茨
布兰科·泽贝茨 （1929年5月17日—1988年9月26日）是一名已故南斯拉夫足球运动员及教练。在他的鼎盛时期曾先后效力于当时风靡全球的贝尔格莱德游击队及贝尔格莱德红星，并参加了1954年和1958年两届世界杯。作为教练，他在执教哈伊杜克、拜仁慕尼黑及汉堡期间均获得成功，其中更是带领拜仁慕尼黑夺得了俱乐部历史上的首个德甲冠军。